# I'm Sorry I Haven't a Clue

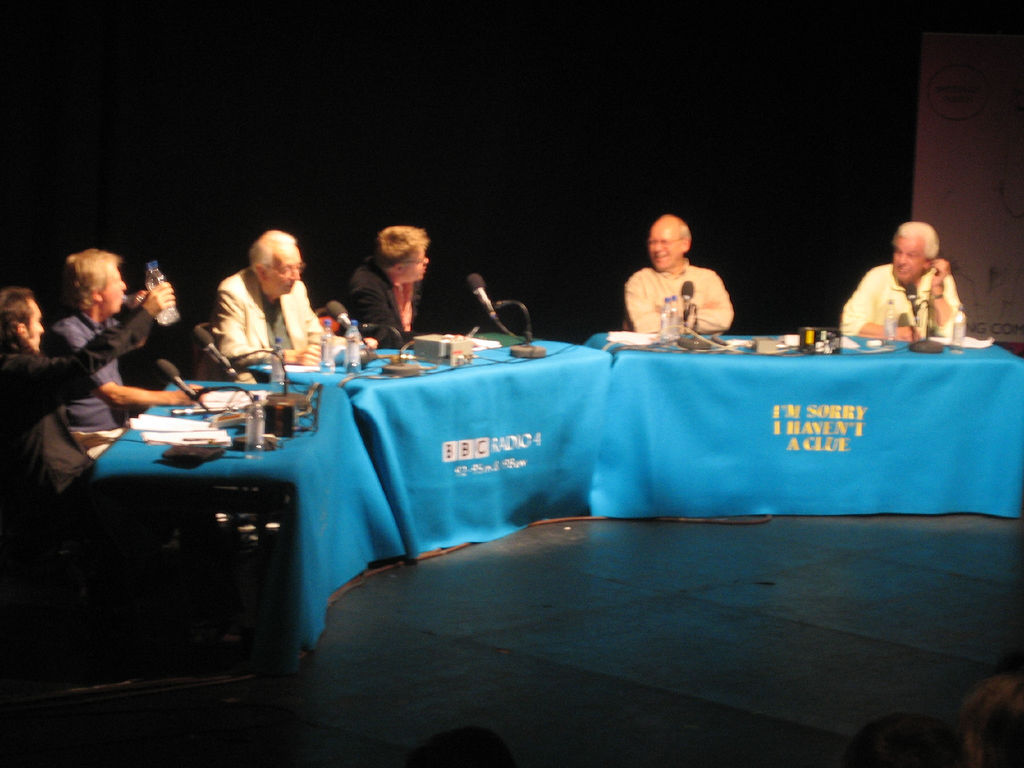
De makers van I'm Sorry I Haven't a Clue tijdens een uitzending in 2005

I'm Sorry I Haven't a Clue is een humoristisch radioprogramma dat sinds 11 april 1972 door de BBC wordt uitgezonden. 
Het is een parodie op programma's waarin een panel van prominenten een gezelschapsspelletje speelt, voorbeelden van dergelijke programma's zijn bijvoorbeeld Wie van de Drie, Zo Vader, Zo Zoon of Wie ben ik?. Het programma wordt gekenmerkt door zinloze spelletjes en absurde humor, afkomstig uit de veelal geïmproviseerde teksten van het wisselende panel van vier Britse komieken. Het is al sinds 1972 een vast onderdeel van de programmering van Radio 4, de kunst- en cultuurzender van de BBC. 

## Opzet
I'm Sorry I Haven't a Clue kent jaarlijks twaalf afleveringen van een half uur, die in twee reeksen van zes op BBC Radio 4 worden uitgezonden. Het programma wordt op locatie opgenomen. Het idee is afkomstig van diverse medewerkers van een ander komisch radioprogramma: I'm Sorry I'll Read That Again. Van hen doen Tim Brooke-Taylor en Graeme Garden nog steeds regelmatig aan Clue mee. Volgens de bedenkers van I'm Sorry I Haven't a Clue was het vooral de bedoeling om een grappig programma te maken, zonder dat daar al te veel voorbereiding aan vooraf hoefde te gaan. 
Als presentator werd de jazztrompettist Humphrey Lyttelton aangetrokken; zijn droogkomische voordracht bepaalde tot zijn dood in 2008 de toon van de uitzending. Een andere vaste medewerker is Barry Cryer, die het voorzitterschap van de eerste zes afleveringen deelde met Lyttelton waarna hij een vaste plaats kreeg in het panel. Ook Willie Rushton maakte, tot zijn dood in 1996, deel uit van de vaste kern. Na het overlijden van presentator Lyttelton op 25 april 2008 werd de reeks voor het voorjaar 2008 voor onbepaalde duur uitgesteld. Uiteindelijk, op veler verzoek, ging het programma op 15 juni 2009 opnieuw van start, ditmaal met Stephen Fry, Jack Dee en Rob Brydon als wisselende presentatoren. Sinds serie 52, waarvan de eerste aflevering op 16 november 2009 werd uitgezonden, is Jack Dee de vaste voorzitter. 
Het programma behield door de jaren heen grotendeels dezelfde structuur. Het begint met een welkomstwoord, waarin enkele absurde grappen worden gemaakt over de locatie waar het programma wordt opgenomen. Daarna volgt  op eenzelfde beledigende wijze de aankondiging van het panel en Colin Sell, de vaste pianist. Dan wordt er elke week weer een greep gedaan uit de vaste spelletjes: 
- Mornington Crescent - een tamelijk ingewikkeld spel dat draait om het om beurten noemen van de namen van Londense metrostations. Wie het eerst "Mornington Crescent" zegt, heeft gewonnen. Over de vermeende complexe geschiedenis en strategie achter dit spel zijn inmiddels enkele komische boeken gepubliceerd. Het werkelijke doel van het spel bestaat er vooral uit om degene die er geen ervaring mee heeft te verwarren.
- One song to the tune of another - deelnemers krijgen de opdracht de tekst van een lied te zingen op de melodie van een ander lied. Lyttelton deed er traditioneel vijf minuten over om dit uit te leggen. Fry maakte het alleen maar ingewikkelder.
- Cheddar Gorge - een zin vormen door om beurten een woord te zeggen. Wie de zin voltooit, is af.
- Uxbridge English Dictionary - Het team geeft om de beurt een komische nieuwe betekenis van een bestaand woord, afgeleid van zijn fonetische opbouw. De uitkomst is een Engelstalig doordenkertje: zo wordt "hamstring" verklaard als "ondergoed voor varkens" en "paradox" als "twee honden".
- "Just A Minim" - een variant op het spelletje Just A Minute, waarbij een bestaand liedje gezongen moet worden zonder woorden te herhalen. Tijdens dit onderdeel wordt steevast de draak gestoken met de presentatiestijl van Nicholas Parsons, die "Just A Minute" leidt.

Zo nu en dan wordt er een nieuw spelelement geïntroduceerd, zoals de variatie op Mornington Crescent, Bordo geheten, die eindeloos doorgaat en een combinatie van Monopoly, schaken, mikado en stratego lijkt te zijn. 
Met de spelletjes kunnen punten worden verdiend, hoewel de toewijzing daarvan maar zelden uitgesproken wordt door de voorzitter. Het programma kent dan ook geen winnaar, maar er is, zoals het vroeger in dergelijke panelspelletjes hoorde, wel een puntentelster: the lovely Samantha. De opmerkingen die de voorzitter over haar maakt kunnen door de luisteraars moeiteloos als seksistische dubbelzinnigheden worden opgevat. Of Samantha daadwerkelijk bestaat, wordt aan de beoordeling van de luisteraar overgelaten. Op de dagen dat Samantha niet beschikbaar is, is haar vaste invaller de Scandinavische knappe man Sven. Ook over hem worden vrij grove toespelingen van seksuele aard gemaakt, en ook van Sven gaat het gerucht dat hij niet zou bestaan. Hetzelfde geldt voor de hypermoderne lasergestuurde lichtkrant waarmee het publiek soms woorden te zien krijgt. Afgaand op de verslagen van bezoekers van de opnames zou het in werkelijkheid best een medewerker met viltstift en kladblok kunnen zijn.

## Invloed
Melige spelletjes in de traditie van I'm Sorry I Haven't a Clue hebben inmiddels via programma's als De Lama's en De Mike & Thomas Show ook hun weg gevonden naar de Nederlandse populaire cultuur.